# Luesma
Luesma (aragónul Lueixma) település Spanyolországban,  Zaragoza tartományban. Luesma Nogueras, Santa Cruz de Nogueras, Bádenas, Fombuena, Vistabella de Huerva és Herrera de los Navarros községekkel határos. Lakosainak száma 41 fő (2024).

## Népesség
A település népessége az utóbbi években az alábbiak szerint változott:
| Lakosok száma | 21   | 40   | 38   | 37   | 50   | 47   | 34   | 35   | 38   | 41   |
|               | 2001 | 2004 | 2007 | 2009 | 2012 | 2014 | 2017 | 2019 | 2022 | 2024 |